# Gustav Gräser
 (août 2023).
Si vous disposez d'ouvrages ou d'articles de référence ou si vous connaissez des sites web de qualité traitant du thème abordé ici, merci de compléter l'article en donnant les références utiles à sa vérifiabilité et en les liant à la section « Notes et références ».
Gustav Arthur Gräser dit aussi Gusto Gräser, né le 16 février 1879 à Brașov et mort le 27 octobre 1958 à Munich, est un artiste et poète pacifiste allemand, connu comme l'un des pionniers du concept de communauté intentionnelle. Son expérience de vie fut redécouverte durant les années 1960 par la contre-culture.

## Biographie
Né en Transylvanie (actuelle Roumanie, à cette époque l'Autriche-Hongrie), Gräser est très tôt influencé par les idées philosophiques de l'artiste réformateur social Karl Wilhelm Diefenbach : il rejoint celui-ci en 1897, qui avait fondé une communauté d'artistes à Himmelhof, près d'Ober-Sankt-Veit, à quelques kilomètres de Vienne. Gräser embrasse le pacifisme, l'harmonie avec la nature, la diète végétarienne, ainsi que l'étude de toutes les formes d'art.
Toutefois, en 1898, Gräser rompt avec Diefenbach qu'il trouve trop autoritaire, et s'en va fonder une première communauté à Munich. En 1900, il part sur les routes, coupe les ponts avec sa famille et ses origines, et fonde une nouvelle communauté, cette fois à deux kilomètres de Monte Verità, en Suisse : la municipalité lui offre une grotte et une prairie situées dans la forêt d'Arcegno où il décide de vivre en ermite, étudie les plantes médicinales et se consacre à la lecture du Bhagavad-Gita et du Tao-te-king. Parmi les « disciples », on trouve son propre frère, Karl, mais aussi Otto Gross, Leonhard Frank, Erich Muhsam, Fanny zu Reventlow, Raymond Duncan, Rudolf Laban, et Hermann Hesse. Ce dernier reconnut avoir été influencé par Gräser dans ses écrits. Pour subvenir aux besoins de la communauté, Gräser parcourt les villes et y donne des conférences, vendant des recueils de poésie. Son curieux accoutrement, qui le faisait ressembler à un barde, provoque parfois l'hilarité. En 1906-1907, les frères Gräser organisent une exposition d'art à Locarno.
En 1911, Gräser quitte la région d'Ascona avec les six membres que compte sa famille, se fait construire une roulotte, et s'installe dans la périphérie de Berlin. Il devient en quelques années l'une des figures centrales de divers mouvements politiques émergeant au sein de la jeunesse allemande, le Wandervogel, avant 1914, entre autres pour le Flügel der Freideutschen Jugend (« Mouvement de la jeunesse allemande libre »), ancré à gauche. Cependant, les enseignements prodigués par Gräser sont parfois accueillis avec hostilité, et en 1912, il est arrêté et expulsé de Saxe, puis de Bade l'année suivante. En 1915, en pleine guerre, Gräser est expulsé d'Allemagne vers l'Autriche où il est un temps condamné à mort en tant qu'objecteur de conscience : son avocat réussit à plaider la folie et Gräser est interné dans un établissement psychiatrique. 
Après sa libération, Gräser est brièvement retourné à Monte Verità, avant d'être expulsé de Suisse et revenir en Allemagne, en militant pacifiste acharné. Expulsé de Bavière en 1919, il fréquente Silvio Gesell durant le soulèvement spartakiste, puis part sur les routes allemandes et peu à peu, s'adjoint une petite foule d'adeptes qui se mettent à le suivre : cette transhumance, ce « mouvement vagabond », s'opère en 1920 au nom de l'Amour, et bientôt, les membres sont qualifiés de Wanderheiligen (« saints errants »). Parmi ceux-ci, Friedrich Muck-Lamberty, qui fut au centre du roman de Hesse, Le Voyage en Orient (1932). En 1927, Gräser prononce une importante conférence contre la guerre dans un musée berlinois dédié à la paix animé entre autres par Ernst Friedrich, puis s'installe à Grünhorst, dans la proche banlieue de Berlin. Il recommence à voyager à travers l'Allemagne, accompagné de son fils, Otto Brobohmig, pour diffuser ses écrits. Lorsque le parti nazi arrive au pouvoir en 1933, la communauté de Grünhorst est rasée et nombre de ses habitants, dont certains membres de la famille de Gräser, sont arrêtés, puis envoyés dans des camps d'internement en 1936, où beaucoup seront assassinés. Gräser réussit à ne pas être capturé en s'enfuyant du côté de Munich, où il décide de vivre dans l'isolement le plus total, caché par des amis poètes. Avant 1945, il écrit là ses deux poèmes désormais les plus célèbres, Siebenmah et Wunderbar.
La paix revenue, il poursuit ses voyages à travers l'Allemagne et meurt, en grande partie oublié, en 1958 dans le quartier de Freimann à Munich. 
La plupart de ses textes inédits ont été sauvés de la destruction et sont conservés à la Stadtbibliothek München ainsi qu'au Monte Verità Archiv Freudenstein.

## Écrits
- Efeublätter. Gedichte, Vienne, 1902.
- Ein Freund ist da – mach auf! Flugschrift, Berlin/Birkenfeld, 1912.
- Winke zur Genesung unsres Lebens. Sprüche und Gedichte, Ascona, 1918.
- Zeichen des Kommenden. Sieben Steindrucke mit Textblättern, Dresde, 1925.
- Notwendwerk. Zeichnungen und Gedichte. Steindruckmappe, Dresde, 1926.
- Bucheckern. Eine Druckschrift, Berlin, 1930.
- Wortfeuerzeug. Sprüche und Gedichte, Berlin, 1930.
- [posthume] Tao. Das heilende Geheimnis, Wetzlar, Büchse der Pandora, 1979.